# Zaklopača
Zaklopača (szerbül: Заклопача), település Szerbiában, a Raškai körzet Kraljevoi községében.

## Népesség
- 1948-ban 645 lakosa volt.
- 1953-ban 635 lakosa volt.
- 1961-ben 592 lakosa volt.
- 1971-ben 692 lakosa volt.
- 1981-ben 889 lakosa volt.
- 1991-ben 956 lakosa volt.
- 2002-ben 971 lakosa volt, akik közül 966 szerb (99,48%), 4 montenegrói és 1 szlovák.